# Frugy
Le Frugy, ou mont Frugy, est une colline qui domine la ville de Quimper dans le Finistère en France.

## Toponymie
Frugy est attesté sous les formes Chuci en 1022-1058, Knech Cuki en 1084-1112, Knechcruguy en 1146, Cruguy en 1326, Fruguy en 1439, menez Fruguy en 1476, Le mont Frugi en 1825,.
Frugy représente la forme très altérée de l'oronyme pré-indo-européen *cucc ou *cūcc (noté également *kuk-) « hauteur » ou « hauteur arrondie », qu'Albert Dauzat et Ernest Nègre, après d'autres, ont identifié dans plusieurs toponymes du nord au sud de la France, dont Cucq (Pas-de-Calais, Cuc 1173) ou les Montcuq (Dordogne, Lot),, ces derniers constituant des sortes de toponymes pléonastiques. En Bretagne, cet élément se retrouve dans un autre composé, à savoir Cuguen (Ille-et-Vilaine) associé au breton gwenn, (ou plutôt au vieux breton guinn « blanc, lumineux »). Ceci implique que cuc a dû se perpétuer en Bretagne jusqu'au Moyen Âge.
Malgré tout, l'adjonction du vieux breton knech « colline » dès le début du XIIe siècle, c'est-à-dire Knech Cuki, puis Knech Cruguy, montre qu'il n'était plus guère compris, cependant que Cuki s'est vu altéré en Cruguy, sans doute d'après le vieux breton cruc « amas, tas », mais dont le sens de « colline » comme en cornique, a pu se conserver localement cf. cornique cruc « colline », gallois crug « monticule, tertre ».

## Histoire

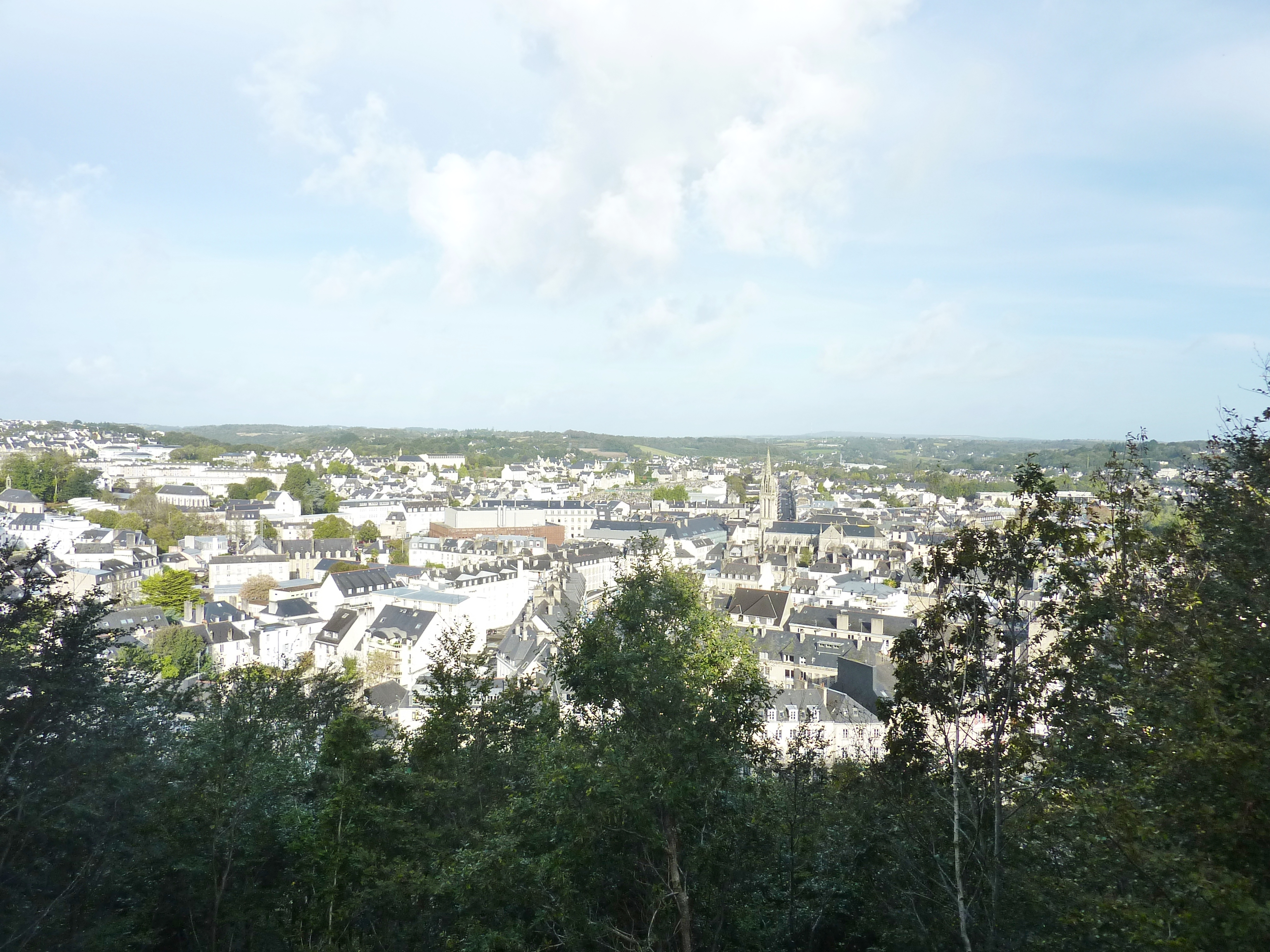
Quimper vu du mont Frugy

Cette colline a toujours été emblématique de la ville de Quimper, tant et si bien qu’à la Révolution les révolutionnaires renommèrent Quimper en  Montagne sur Odet. Les six hectares de cette éminence plantée de hêtres furent victimes dans la nuit du 15 au 16 octobre 1987 d’un ouragan dévastateur qui transforma le Frugy en mont chauve. Grâce à un élan de solidarité, la colline quimpéroise a aujourd’hui retrouvé tout son couvert végétal. Le point de vue depuis le sommet embrasse la ville et ses environs.
Le Frugy constitue une attraction touristique pour les raisons évoquées ci-dessus, mais également pour ses festivités bretonnes depuis plusieurs années, notamment lors de la fête de la musique qui se déroule tous les 21 juin et où se réunissent Quimperois et Quimperoises de tous âges souhaitant participer à cet évènement culturel et convivial. Cet engouement que l'on trouve chez les jeunes en particulier dure depuis plus de 25 ans.